# Electronic Visualization Laboratory
L'Electronic Visualization Laboratory (EVL) è un laboratorio di ricerca interdisciplinare dell'Università dell'Illinois a Chicago (USA). Le aree principali di ricerca sono la computer grafica, le reti di computer ad alte prestazioni e l'arte tecnologica.

## Storia
L'EVL rappresenta una delle più vecchie collaborazioni fra arte ed ingegneria degli Stati Uniti. Fu fondato nel 1973 da Tom DeFanti e Dan Sandin con il nome di  Circle Graphics Habitat, in riferimento al nome di allora dell'università, Università dell'Illinois a Chicago Circle.  DeFanti e Sandin sono stati co-direttori del laboratorio dalla sua fondazione. Dal 1987 Maxime Brown ricopre il ruolo di direttore associato. Attualmente i co-direttori sono DeFanti, Sandin e Jason Leigh.

## Ricerca
L'EVL, nella sua lunga storia, ha prodotto numerosi lavori:
- 1977: il Sayre Glove, il primo guanto dati[1]
- 1981: il sistema Z Box ed il linguaggio di programmazione Zgrass (basati sul precedente linguaggio GRASS sviluppato da DeFanti), un sistema grafico sviluppato per i sistemi di Bally Technologies. Il sistema fu utilizzato da diversi artisti della computer grafica del tempo, tra cui Larry Cuba che creò con esso la sequenza di attacco alla Morte Nera visibile nel film Guerre stellari[2]
- 1988: la creazione degli ologrammi autostereoscopici PHSCologram
- 1992: la creazione del sistema di realtà virtuale CAVE[3]
- 1995: l'I-WAY al Supercomputing '95, un prototipo di grid computing[4]
- 1997: il progetto STAR TAP, il collegamento di diversi network internazionali ad alte prestazioni. Dallo STAR TAP è nato il progetto di network ottico StarLight.

## Arte
Alcuni dei lavori di arte elettronica eseguiti all'EVL:
- Electronic Visualization Events (EVE) di metà anni settanta: performance in tempo reale di computer grafica, elaborazione video e musica.
- Prime realizzazioni di video di computer grafica creati combinando il sistema GRASS di DeFanti, basato su un PDP-11, ed il sistema Sandin Image Processor.  Il video Spiral PTL (1980) è stato incluso nella collezione inaugurale di arte video al Museo di Arte Moderna di New York.
- L'artista del computer Larry Cuba ha utilizzato gli strumenti dell'EVL per realizzare i suoi film 3/78 e Calculated Movements e la sequenza di attacco alla Morte Nera del film Guerre stellari.
- Nel 1996 l'EVL ha installato il primo sistema CAVE accessibile al pubblico all'Ars Electronica Center in Austria ed ha presentato un certo numero di lavori eseguiti nel campo della realtà virtuale.

## SIGGRAPH
I membri dell'EVL sono stati coinvolti nell'organizzazione del SIGGRAPH fin dalla sua creazione. DeFanti ha ricoperto il ruolo di segretario dal 1977 al 1981 e quello di Direttore organizzativo dal 1981 al 1985, oltre al ruolo di capo della conferenza nel 1979.
Brown ha ricoperto il ruolo di vice-capo delle operazioni dal 1985 al 1987 e quello di segretaria dal 1981 al 1985. Nel 1992 ha presieduto la conferenza.
Secondo Jim Blinn, il popolare Electronic Theatre "ha preso inizio da un gruppetto di persone che si riversavano nelle stanze di Dan Sandin a vedere le videocassette". Nel 1979 DeFanti creò la SIGGRAPH Video Review, che EVL ha continuato a supervisionare. Al SIGGRAPH '92 l'EVL organizzò l'evento "Showcase", dove i ricercatori mostrarono 35 progetti basati sulla scienza computazionale e sulla visualizzazione scientifica di alto livello. Al SIGGRAPH '94 l'EVL organizzò l'evento VROOM, una serie di dimostrazioni della tecnologia della realtà virtuale.
Nel 1998 Brown ha ricevuto il primo riconoscimento dato da SIGGRAPH per i suoi contributi all'organizzazione. Nel 2000 tale riconoscimento è andato sia a DeFanti che a Copper Giloth, una studentessa dell'EVL.